# Leccionario 111
El leccionario 111, designado por el siglum ℓ 111 (en la numeración de Gregory-Aland) es un manuscrito griego del Nuevo Testamento, en hojas de pergamino. Ha sido datado palaeográficamente en el siglo IX. Sus dimensiones son 24,7 cm por 15,9 cm. Actualmente se encuentra conservado en la Biblioteca Estense de Módena. 

## Descripción
El códice contiene enseñanzas de los Evangelios de Juan, Mateo y Lucas (Evangelistarium). El texto está escrito en griego con caligrafía uncial, en 228 hojas de pergamino (24,7 cm por 15,9 cm), en 1 columna por página y con 21 líneas por columna. El pergamino es grueso. Contiene notas musicales.
Incluye en el Menologio (16 de diciembre) el nombre de la Reina Theophano, que murió en el año 892 d. C.

## Historia
El manuscrito fue añadido a la lista de manuscritos del Nuevo Testamento por Scholz.
Fue examinado por Scholz y Burgon. Montfaucon y Burgon lo dataron en el siglo VIII, Scrivener y Gregory en el siglo X (a partir del Menologio), Aland en el siglo IX. Gregory vio el manuscrito en 1886.
El manuscrito no es citado en las ediciones críticas del Nuevo Testamento griego (UBS3).
Actualmente el códice se encuentra en la Biblioteca Estense (G. 73, α.W.2.6 (II C 6)) en Módena.